# Levensfilosofie

Henri Bergson is wellicht de bekendste vertegenwoordiger van de levensfilosofie.

De levensfilosofie (Duits: Lebensphilosophie) is een filosofische stroming in de hedendaagse filosofie die ontstaan is in de tweede helft van de 19e eeuw en een belangrijke rol in de filosofie bleef spelen tot aan de Tweede Wereldoorlog. De levensfilosofie legt in haar denken vooral de nadruk op het creatieve en dynamische gebeuren van het leven zelf, waarvan zij betoogt dat dit niet te vatten is in traditionele wetenschappelijke of rationele termen. Het is dan ook sterk verbonden met het vitalisme, dat stelt dat het leven enkel vanuit een immanente levenskracht moet verstaan worden, en het irrationalisme, dat stelt dat de rede niet het geschikte middel is om de werkelijkheid te begrijpen. Het moet daarnaast ook gezien worden als een reactie op de in de 19e eeuw dominante scholen van het positivisme en het neokantianisme.
De voornaamste vertegenwoordigers waren Henri Bergson en Maurice Blondel in Frankrijk en Wilhelm Dilthey en Ludwig Klages in Duitsland. Vele levensfilosofen grepen ook terug op de kritiek op het rationalisme en de Verlichting aanwezig in het werk van Arthur Schopenhauer en Friedrich Nietzsche, die dan ook als voorlopers kunnen worden beschouwd. Deze stroming wordt vandaag de dag grotendeels als achterhaald beschouwd, maar heeft een historisch belang in de zin dat ze de wegbereider was van meer hedendaagse stromingen zoals de fenomenologie en het existentialisme.
In het alledaags gebruik wordt onder de term "levensfilosofie" ook wel de door een specifiek persoon gehanteerde levensbeschouwing verstaan. Een levensfilosofie van deze aard is dan vooral gericht op het antwoorden op de vraag naar zin van het leven.

## Kenmerken
Kenmerken die regelmatig terugkomen in het werk van levensfilosofen, hoewel niet bij elke schrijver, kunnen als volgt samengevat worden:
- Leven centraal: in tegenstelling tot enerzijds het empirisme en materialisme die de stof centraal stellen, of het idealisme en rationalisme die het intellect centraal plaatsen, wil de levensfilosofie de wereld verklaren vanuit het perspectief van het leven.
- Biologie en geschiedenis centraal: terwijl vroegere filosofen vaak de natuurkunde een centrale rol gaven in hun denken, wordt deze rol bij levensfilosofen toegekend aan de biologie, onder anderen bij Henri Bergson, of ook de geschiedenis bij Wilhelm Dilthey.
- Antimechanisme: het leven en breder de werkelijkheid moeten niet worden begrepen als een machine, maar daarentegen als een evoluerend en creatief proces. De levensfilosofie is dan ook nauw verbonden met de stelling van het vitalisme dat stelt dat het leven moet verklaard worden aan de hand van een speciale levensdrang eigen aan het leven zelf.
- Actualisme: de werkelijkheid ontbreekt volgens de levensfilosofie elke vorm van stabiliteit en moet daarentegen begrepen worden als een voortdurend proces van verandering, beweging, wording en leven.
- Irrationalisme: de levensfilosofie heeft ook een eigen wetenschapsfilosofie waarin vooral een algemene afkeer voor redelijke wetten, begrippen en logische deducties geldt. De (wetenschappelijke) rede is niet capabel om de werkelijkheid geheel te begrijpen. Het leven en de werkelijkheid moeten daarentegen begrepen worden vanuit de intuïtie of de praktische ervaring.
- Realisme: levensfilosofen, in tegenstelling tot idealisten, hangen een vorm van realisme aan, wat inhoudt dat ze geloven dat de wereld los van het menselijke denken bestaat.
- Immanentie: een ander kenmerk is de afkeer voor de drang naar transcendentie en de nadruk op immanentie. De mens moet zijn blik niet richten op eventuele structuren, principes of begrippen die de mens overstijgen, maar moet zich richten op het hier en nu; de mens moet niet verlangen naar een andere, betere en hogere wereld, maar moet deze wereld centraal plaatsen.
- Aforistische stijl: De inzichten van de levensfilosofie worden vaak ook in aforistische of literaire stijl neergeschreven. Ten dele is dit te wijten aan de overtuiging dat de ware inzichten van het leven niet in een theoretisch kader te vatten zijn. Verder typeerden de teksten van de levensfilosofie zich ook vaak door hun hoge literaire kwaliteit en het ontbreken van filosofisch jargon. Dit is terug te vinden in het werk van Arthur Schopenhauer, de aforistische schrijfstijl van Friedrich Nietzsche en de bekroning van het werk van Henri Bergson met de Nobelprijs voor de Literatuur in 1927.

Hiernaast kan men de levensfilosofie ook min of meer opdelen in vier verschillende scholen:
- Het bergsonisme of de leer van de levensdrang, terug te vinden bij Henri Bergson en Maurice Blondel.
- Het pragmatisme dat vele kenmerken van de levensfilosofie gemeen heeft, met William James en F.C.S. Schiller.
- Het historicisme of historisme die vooral de dynamische rol van de geschiedenis benadrukt met Wilhelm Dilthey en Georg Simmel.
- De Duitse lebensphilosophie die een sterk volks en irrationeel karakter had met Hermann Graf Keyserling en Ludwig Klages.

## Voorlopers

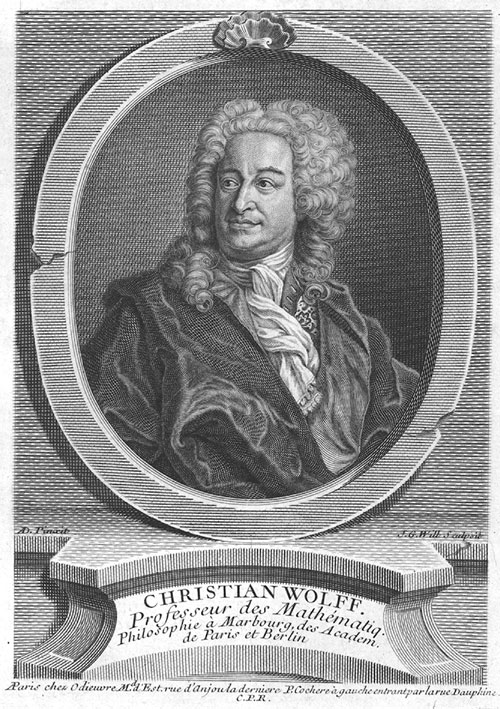
Christian Wolff.

De oorsprong van de levensfilosofie gaat terug op Christian Wolff (1679 - 1754), die in zijn werk het onderscheid maakt tussen een theoretische "schoolfilosofie" enerzijds en een filosofie die gericht is op de praktische kant van het leven zelf anderzijds. Andere namen die worden geassocieerd met de vroegste vorm van "levensfilosofie" zijn Johann August Ernesti (1707 – 1781) en Johann Georg Heinrich Feder (1740 – 1821). In de 18e eeuw stond de term levensfilosofie vooral voor een levens- en wereldwijsheid en niet zozeer voor een concreet soort filosofie. Het ging meer om een modetrend of een culturele stroming die de nadruk legde op praktische kennis en zich afzette tegen een te sterke nadruk op de theorie. Karakteriserend is de vers van Johann Wolfgang von Goethe (1749 – 1832) dat stelt:
Grau, teurer Freund, ist alle Theorie, und grün des Lebens goldner Baum.— Johann Wolfgang von Goethe, Faust I
Ook in de Sturm und Drang en Romantiek vond de levensfilosofie nieuwe inspiratie. Voor denkers uit die tijd, zoals Novalis (1772 - 1801), was niet zozeer de rede, maar daarentegen het leven en de daarmee verbonden gevoelens en overtuigingen het belangrijkste. Het leven en de natuur, gecontrasteerd met de theorie en cultuur, is ook een centraal thema binnen het werk van Jean-Jacques Rousseau (1712 - 1778). De verlichtingsfilosoof Immanuel Kant (1724 - 1804) reageerde fel tegen dit soort filosofie in zijn tekst Über den Gemeinspruch: Das mag in der Theorie richtig sein, taugt aber nicht für die Praxis (1794).
Een ander voorloper van de levensfilosofie vindt men in Friedrich Schlegel (1772 - 1829), die op zijn beurt in Vorlesungen über die Philosophie des Lebens (1827) een sterke kritiek uit op systeemfilosofen zoals Kant of G.W.F. Hegel (1770 – 1831).

## Geschiedenis en vertegenwoordigers
Pas in de tweede helft van de 19e eeuw kan men van de levensfilosofie als een echte stroming spreken. Ze bevatte evengoed veel van de ideeën die al bij de voorlopers terugkwamen, maar radicaliseerde en extrapoleerde ze en bouwde ze uit tot een volwaardige filosofie door toedoen van enkele excentrieke denkers.
Doch men moet het ontstaan van de levensfilosofie niet losrukken van het historisch kader waarin haar geboorte plaatsvond. Een cruciale factor was bijvoorbeeld Charles Darwin (1809 – 1882) en zijn evolutietheorie. Deze theorie had tot het gevolg dat men de mens en de samenleving ging "biologiseren": alles werd geïnterpreteerd in functie van overleving en natuurlijke selectie. De mens werd niet meer gezien als een wezen dat volledig anders was dan de dieren, maar slechts als een van hen, hoewel hij wel vaak hoger op de evolutionaire ladder werd geplaatst. Hierdoor stond de deur open voor de levensfilosofie, die deze tendens maar moest uitbreiden en doortrekken tot alle gebieden van de werkelijkheid.
Een tweede element dat het pad voor de levensfilosofie heeft vrijgemaakt was de situatie aan de Duitse universiteiten in de tweede helft van de 19e eeuw. De Duitse regering besloot toen een sterke censuur op te leggen aan de Duitse universiteiten. Dit trof ook echter de filosofie, in die zin dat slechts de door de staat geaccepteerde filosofie mocht worden uitgedragen en de filosofie zich beperkte tot de kennistheorie en de logica. Het Duitse publiek had echter ook behoefte aan andere filosofie, een ethiek of metafysica, een filosofie die een leidraad kon zijn voor het leven. Om deze leegte op te vullen ontstonden er in Duitsland een groep filosofen die los van het academische denken een eigen filosofie uitwerkten. Filosofen als Arthur Schopenhauer (1788 - 1860) en Friedrich Nietzsche (1844 – 1900) zijn hier beiden goede voorbeelden van. Schopenhauer had wel een filosofische opleiding genoten, maar heeft maar voor korte tijd filosofie gedoceerd, toen hij nog geen bekendheid genoot. Hij leefde van zijn erfenis en heeft dus nooit echt moeten werken; zelf stelde hij dat hij leefde voor de filosofie en niet van de filosofie. Nietzsche was zelfs geen filosoof van opleiding, maar filoloog en heeft nooit een college filosofie gegeven. Het denken van deze voorlopers van de levensfilosofie is tot het publiek gekomen via hun geschriften die opvallen door de afwezigheid van filosofisch jargon en los van de academische circuits werden verspreid.
Ten derde is ook de politieke factor belangrijk: politieke nederlagen, zoals in het geval van Duitsland na de Eerste Wereldoorlog, hadden hun weerslag in de filosofie. De Duitse nederlaag zorgde voor een opleving van de zogenaamde Duitse Lebensphilosophie, die op haar beurt ook haar invloed had op de opkomst van het nationaalsocialisme.

Arthur Schopenhauer.

### Schopenhauer en Nietzsche
De voornaamste voorloper en inspiratiebron van de levensfilosofie was de Duitse filosoof Arthur Schopenhauer. Zijn filosofie is grotendeels uiteengezet in Die Welt als Wille und Vorstellung (1818, 1844). Hierin bekritiseerde hij voornamelijk idealistische filosofen als J.G. Fichte (1762 — 1814) en Hegel die hij verweet een te grote nadruk te leggen op de rede en het intellect. Zelf was hij een volgeling van Kant en behield diens onderscheid tussen het "ding zoals wij het zien" en het "Ding an sich". De werkelijkheid op zich is onkenbaar en onbereikbaar voor onze zintuigen.
Schopenhauer stelt echter ook dat er een andere manier is om het Ding an sich te kennen: als men in zichzelf kijkt, ervaart men dat de mens niet meer is dan de uiting van een allesomvattende Wil die achter alle fenomenen schuilgaat. De werkelijkheid zoals wij ze ervaren is dus in feite slechts een illusoire sluier die over de werkelijkheid zoals ze echt is ligt: in werkelijkheid is de wereld niets anders dan een Wereldwil die zonder redelijk principe steeds maar nieuwe fenomenale manifestaties, zoals de mens, voortbrengt om aan haar eigen willen tot uiting te brengen. De wereld is dus allesbehalve rationeel en goedaardig en de rede staat zeker niet centraal. De wereld is onverschillig tegenover de mens en de mens zelf is in de eerste plaats een "willend" wezen: hij verlangt steeds naar zaken, zonder rationele grond, maar slechts op basis van emoties en driften.

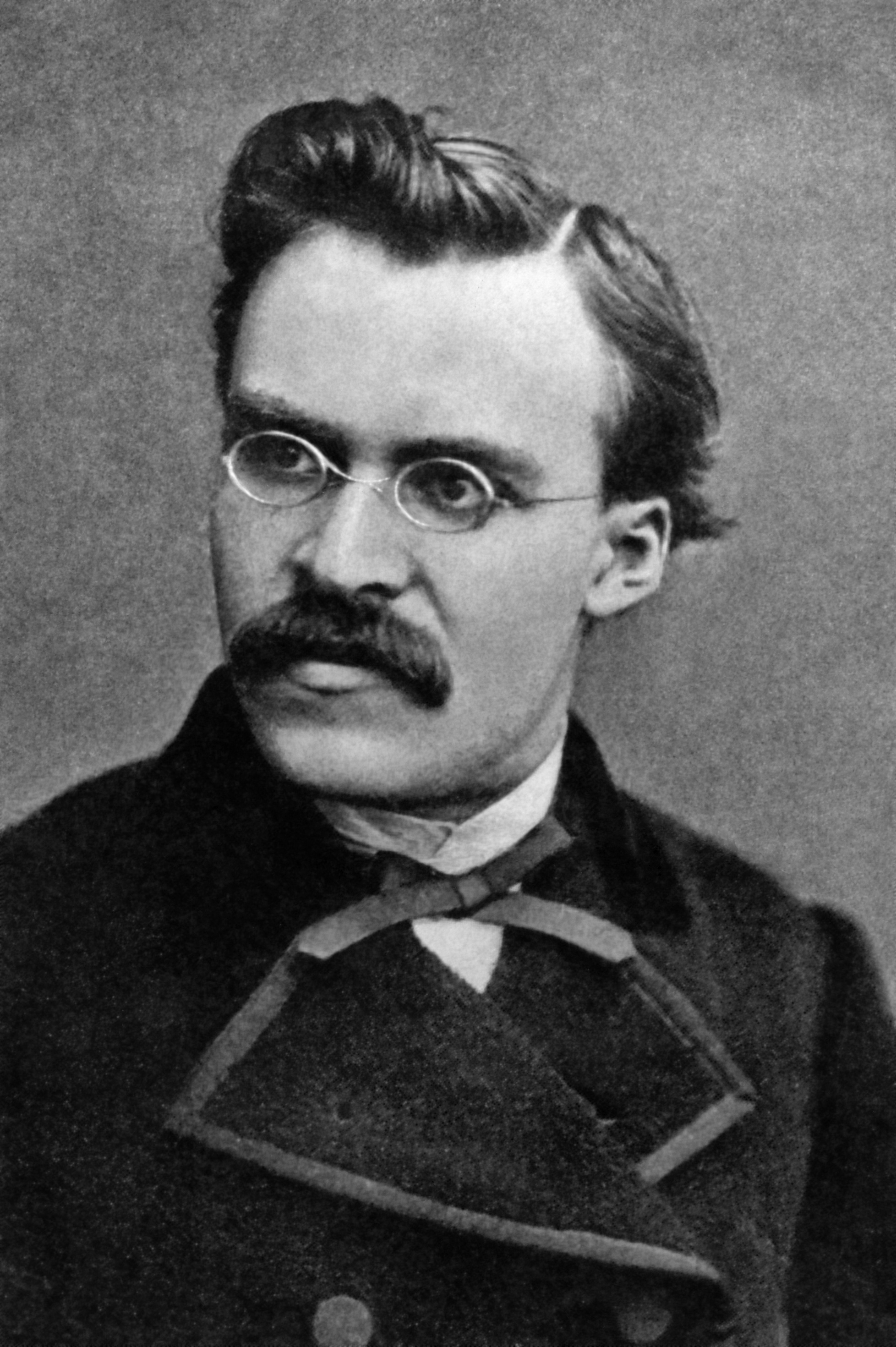
Friedrich Nietzsche.

De Duitse filosoof Friedrich Nietzsche, die een volgeling van Schopenhauer was, stond bekend om zijn scepticisme tegenover de rede, de wetenschap en het moderne ideaal van de zoektocht naar de waarheid. In zijn eerste boek, Die Geburt der Tragödie (1872), stelde hij al vast dat de menselijke conditie wordt bepaald door een tegenstelling tussen twee verschillende krachten: enerzijds was er de redelijke en kalme apollinische kracht en anderzijds de uitbundige en verspillende dionysische kracht; een tegenstelling die hij ook terugvond in de klassieke Attische tragedie. Hij verbindt de dionysische kracht expliciet met de metafysische Wil van Schopenhauer.
In het oude Griekenland was er een goede balans tussen beide principes. Dit werd echter verstoord door toedoen van de klassieke filosofie van Socrates en Plato. Zij verwierpen de dionysische kant van het leven en concentreerden zich slechts op de apollinische kant, een verschuiving die doorheen de hele geschiedenis van de westerse filosofie terug te vinden is. Nietzsche riep dan ook op om zich te ontdoen van de te rationalistische kant van het leven omdat deze voornamelijk resulteert in een ontkenning van het leven zelf. De traditionele filosofen prijzen het ascetische leven als de hoogste vorm van leven, maar volgens Nietzsche is dit enkel een ontkenning van de creatieve en dynamische kracht die het leven bezit.
Er is daarnaast ook geen transcendente wereld waaraan we ons moeten spiegelen of waarop we ons moeten richten (na de dood); er is slechts deze wereld en dit leven. Dit komt allemaal terug in zijn bekende stellingen zoals de "God is dood" en de "eeuwige wederkeer van hetzelfde" in Die fröhliche Wissenschaft (1882). De dood van God hield het wegvallen van elk soort transcendente gerichtheid in en de idee van de eeuwige wederkeer kan dienstdoen als een nieuwe leidraad voor het leven: leef op die manier dat je zou willen dat het steeds weer opnieuw zou terugkeren. Verder was er ook nog het concept van "wil tot macht": de mens, het leven en zelfs de hele werkelijkheid streeft niet naar zaken zoals "het goede" of "de waarheid", maar daarentegen slechts naar meer macht.

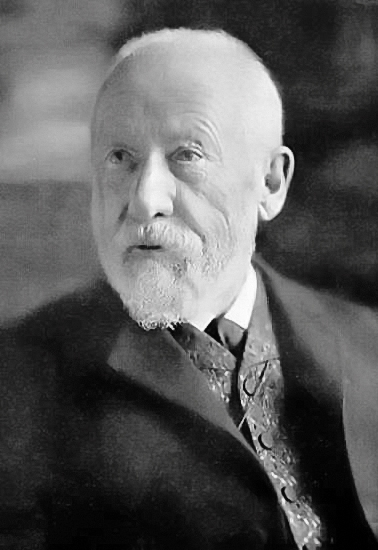
Wilhelm Dilthey.

### Historisme
Grotendeels onder invloed van Schopenhauer en Nietzsche ontstond aan het einde van de 19e eeuw in Duitsland de levensfilosofie. Een eerste vorm was die van het historisme, zo uiteengezet door Wilhelm Dilthey (1833 - 1911), Rudolf Eucken (1846 – 1926) en Georg Simmel (1858 - 1918). In het werk van Dilthey staat bijvoorbeeld de notie van het "leven" of de "menselijke ervaring" centraal. Hij zet zich sterk af tegen de deterministische natuurfilosofie zoals die verdedigd werd door John Stuart Mill (1806 – 1873) en Herbert Spencer (1820 – 1903). De menselijke ervaring houdt altijd het ervaren van een samenhang in; een samenhang die niet op te delen is in wetenschappelijke "atomen" of basiselementen.
Dilthey betoogde dan ook dat er een verschil zat tussen de natuurwetenschappen en de menswetenschappen (Geisteswissenschaften). In de natuurwetenschap "verklaart" de wetenschapper en verwijst naar de oorzaken (erklären). In de mens- of geesteswetenschappen "begrijpt" de wetenschapper echter: in een hermeneutisch proces moet de wetenschapper het concept in een breder historisch kader plaatsen om er inzicht in te krijgen (Verstehen). Kennis is in dit Verstehen geen product van het verstand, maar eerder een uitvloeisel van de emoties en de wil van de persoon in kwestie. Beide disciplines vereisen dus volgens Dilthey een andere epistemologische benadering. Het klassieke mechanistische model van de natuurwetenschap is dus ongeschikt om het leven en de menselijke geschiedenis te begrijpen.
Met dit idee in zijn achterhoofd stelde Dilthey dan ook de hermeneutiek voor als wetenschappelijke methode voor de menswetenschappen. De historicus of socioloog moet een bepaald (historisch) gegeven altijd in verband zien met het geheel, de context waarin het plaatsvond en tegelijkertijd het geheel begrijpen aan de hand van de verschillende onderdelen. De hermeneutiek beperkt zich echter niet enkel tot het geschreven woord, maar kan ook toegepast worden op andere gebieden zoals de kunst, de religie of de rechtspraak. Diltheys filosofie kende vele volgelingen, voornamelijk in de cultuurfilosofie: Hans Freyer (1887 - 1969), Theodor Litt (1880 - 1962), Georg Misch (1878 - 1965), Erich Rothacker (1888 - 1965), Oswald Spengler (1880 - 1936) en Eduard Spranger (1882 – 1963). Verder had Dilthey ook sterke invloed op de theoloog Ernst Troeltsch (1865 – 1923) en de Britse filosoof R.G. Collingwood (1889 – 1943).

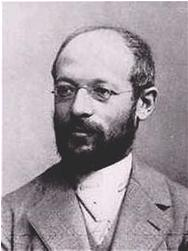
Georg Simmel.

De filosoof en socioloog Georg Simmel was het eens met Kant wanneer die stelde dat het menselijke kenvermogen a priori categorieën van het denken bezit, maar betoogde dat deze een ontwikkeling doormaken. De categorieën zijn dus geen tijdloos gegeven dat eeuwig vaststaat, maar ze kunnen daarentegen door de tijd heen evolueren, zowel op vlak van de mensheid als op vlak van het individu. De menselijke waarneming zorgt samen met deze categorieën ervoor dat de chaos van zintuiglijke indrukken die de mens ontvangt, wordt geordend. Het menselijk verstand is echter niet in staat de werkelijkheid in haar geheel te vatten: zo staat "de waarheid" los van het menselijk verstand. Volgens Simmel bepaalt de "waarheid", of wat de mens als waarheid aanziet, het gedrag. Wat waar is, wordt dan ook bepaald door middel van natuurlijke selectie door de evolutie van de mens heen, en dus grotendeels door het nut dat die bepaalde opvatting heeft.
Ook het morele moeten is volgens Simmel oorspronkelijk een categorie van het menselijke verstand die slechts "formeel" bepalend is, maar de inhoud van wat moet en wat mag kan echter door de geschiedenis heen veranderen. In dit morele moeten komt ook de wil van het geslacht tot uitdrukking: altruïsme wordt door Simmel bijvoorbeeld opgevat als egoïsme van het geslacht.

### DuitseLebensphilosophie
Naast het historisme ontstond er in het Duitsland na de Eerste Wereldoorlog ook een school, bekend onder de naam Lebensphilosophie (levensfilosofie) die vooral haar invloed had in de biologie, maar ook in de politiek. De voornaamste denkers die hiertoe behoorden waren Hans Driesch (1867 - 1941), Karl Joel (1864 – 1934), Hermann Graf Keyserling (1880 – 1946) en Ludwig Klages (1872 – 1956). Grotendeels onder de invloed van het pessimisme na de wereldoorlog associeerden zij de rede en het intellect met de tekortkomingen van de "beschaving" en bepleitten dan ook een verwerping van het intellectualisme. In plaats daarvan richtten zij hun aandacht vooral op de irrationele krachten van het leven en de lust. Grotendeels resulteerde dit in een gelijkstelling tussen de natuur en de cultuur en een biologische interpretatie van de maatschappij. Dit zou hebben bijgedragen aan de opkomst van nationaalsocialistische racisme.
De filosoof en bioloog Driesch concludeerde uit een aantal experimenten waarbij bacteriën werden gesplitst en er slechts nieuwe bacteriën werden gevormd, dat het leven geen product van causale natuurkrachten kon zijn, maar daarentegen begrepen moest worden in het licht van entelechie (Aristoteles): achter de levende materie zit een onstoffelijke kracht die doelgericht het leven creëert en ondersteunt. Driesch gold dus als een van de voornaamste vertegenwoordigers van het vitalisme.
Klages legde dan weer de nadruk op de tegenstelling tussen enerzijds de eenheid van lichaam-ziel en anderzijds de menselijke geest of ratio. Deze tegenstelling komt ook terug in de titel van zijn hoofdwerk, Der Geist als Widersacher der Seele (1929-1932). Ziel en lichaam zijn volgens Klages onafscheidelijk en mocht de ziel ongestoord te werk kunnen gaan, dan zou de mens de wereld zien als een continue stroom van beelden. Door toedoen van de geest en de menselijke rede, echter, wordt de illusie gewekt dat lichaam en ziel van elkaar te scheiden zijn. De natuurwetenschap die deze opsplitsing benadrukt, is volgens Klages dan ook een gevaar voor het leven zelf. Hierdoor nam Klages een sterk irrationalistische positie in en was heel vijandig tegenover de menselijke ratio. Mede hierdoor was zijn leer invloedrijk binnen de nazi-ideologie.

### Bergsonisme

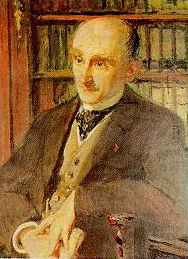
portret van Henri Bergson in 1891.

In Frankrijk kwam er aan het eind van de 19e en begin van de 20e eeuw een reeks filosofen op die gelijkaardige levensfilosofische gedachten verdedigden. De eerste filosofen die de strijd inzetten tegen het mechanisme en idealisme van de 19e eeuw waren Maurice Blondel (1861 - 1949) en Édouard Le Roy (1870 – 1954). Blondel zette bijvoorbeeld al in zijn L'Action (1893) zijn versie van de levensfilosofie uiteen. Ook de filosofen Émile Boutroux (1845 - 1921), Jules Lachelier (1832 - 1918) en Félix Ravaisson-Mollien (1813 – 1900) worden met de vroege Franse levensfilosofie geassocieerd.
Het was echter pas in de filosofie van Henri Bergson (1859 – 1941) dat de Franse levensfilosofie haar definitieve gedaante kreeg en een sterke invloed had op het verdere verloop van de Franse filosofie. In zijn filosofie zette hij een sterke vorm van het vitalisme en antimechanisme uiteen. Bergson was in zijn vroege denken een aanhanger geweest van de filosofie van Spencer, maar deed later afstand van dit soort filosofie omdat Spencers filosofie volgens hem veel te mechanistisch was. Zijn eigen denken heeft hij voornamelijk uiteengezet in vier werken die elk een gebied van zijn levensfilosofie beslaan: allereerst is er Essai sur les données immédiates de la conscience (1889) waarin hij zijn kennistheorie uiteenzette, Matière et mémoire (1896) bevat zijn psychologie, L'Évolution créatrice (1907) zijn metafysica, en in Les deux sources de la morale et de la religion (1932) zet hij zijn ethiek en godsdienstfilosofie uiteen.
Volgens Bergson zijn er twee verschillende manieren waarop men de wereld kan kennen, voortvloeiend uit een fundamentele tegenstelling in de mens zelf. Net zoals we de tijd kunnen opvatten als ofwel een mathematische reeks opeenvolgende punten, ofwel een voortdurende stroom (durée) die we ervaren, zo kunnen we de objecten rond ons eveneens volgens deze twee methoden kennen: enerzijds de analyse en anderzijds de intuïtie. Analyse betekent in essentie dat men het object dat men wil kennen herleidt tot meer fundamentele reeds gekende delen. Bergson stelt echter dat men op deze manier niet echt met de werkelijkheid bezig is, maar men enkele herhaalbare aspecten ervan isoleert. Klassieke stromingen zoals het idealisme of rationalisme stellen deze vorm van kennis net centraal, terwijl de analyse volgens Bergson nooit tot de werkelijkheid zelf kan doordringen, maar hoogstens een rol kan hebben in onze praktische omgang met de wereld.
Daartegenover staat de kennis via intuïtie. Via de intuïtie kan de mens de wereld op zichzelf begrijpen zonder haar te reduceren tot iets anders. Bergson vat het contrast tussen beide methoden op analoog met de twee wijzen hoe men de bewegingen van onze handelingen kan beschrijven: of we nemen onze handeling van binnenuit als een geheel waar, of we kunnen haar van buitenaf beschrijven, maar dan valt zij uiteen in kleinere delen en is zij per definitie onvolledig. Bergson ziet deze methode van analyse ook aan het werk in de wetenschappen waardoor hij een zekere minachting tegenover de wetenschap toont.
In L'Évolution créatrice (1907) stelde hij dat de twee klassieke modellen om het leven te verklaren, het mechanische en teleologische model, foutief zijn. Ze hebben geen oog voor de duur (durée). Vertrekkend vanuit zijn kenleer betoogde hij dat beide stromingen zich verkeerdelijk spiegelen aan het verstand in plaats van aan de intuïtie. In tegenstelling daarvan moet men het leven opvatten als een levensstroom die zijn eigen creatieve, irrationele weg volgt door de werkelijkheid heen. Het leven kan niet worden verklaard aan de hand van mechanismen of doeloorzaken, maar bezit zijn eigen levensdrang (élan vital) die het doet ontstaan en voortstuwt. Het leven heeft in zijn geschiedenis een opklimmend pad gevolgd via planten en de dieren, met uiteindelijk de mens als resultaat. In de mens kwam naast het verstand ook de intuïtie naar voren en zo de mogelijkheid om de werkelijkheid echt te begrijpen. Deze dynamische en creatieve interpretatie beperkt zich echter niet enkel tot het leven, maar beslaat alles: de gehele werkelijkheid is evolutie. In werkelijkheid bestaan er geen 'dingen', maar slechts handelingen en het worden.
Tegen het einde van Bergsons carrière ontstonden er een hele reeks filosofen die zich achter zijn filosofie schaarden en haar zelfs nog radicaliseerden. Zo ver zelfs, dat men kan spreken van een ware stroming, het "bergsonisme". Voorbeelden hiervan zijn de psycholoog Jean de Gaultier (1858 - 1942) die dit irrationalisme vermengde met een subjectief idealisme, maar daarnaast ook een hele reeks katholieke denkers zoals Léon Olie-Laprune (1839 - 1899), Lucien Laberthonnière (1860 - 1931) en Alfred Loisy (1857 - 1940).

### Pragmatisme

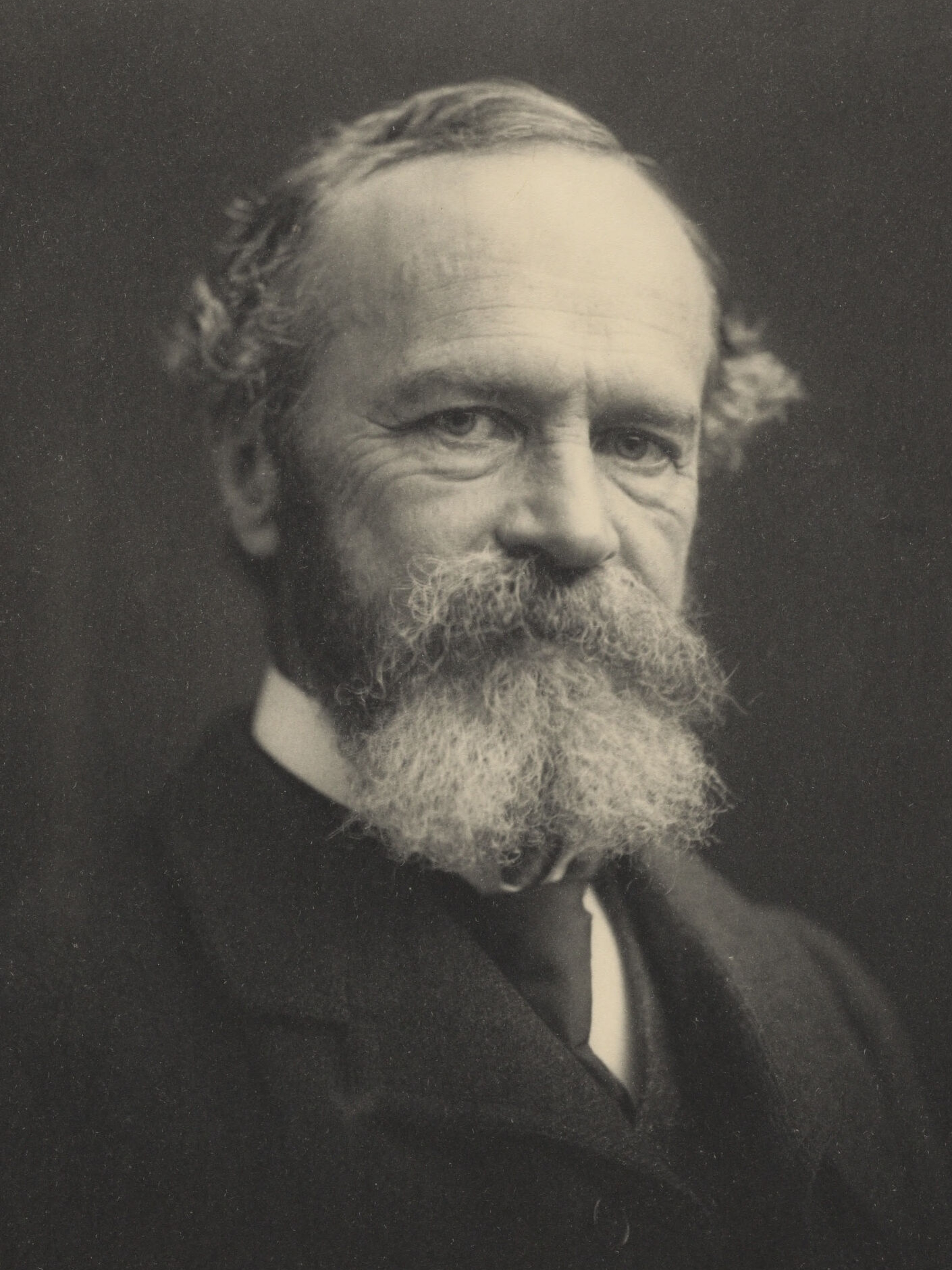
William James.

Hoewel de Amerikaanse stroming van het pragmatisme vaak als een onafhankelijke stroming wordt gezien, komt zij op vele vlakken sterk overeen met de levensfilosofie. Zo wordt het pragmatisme en de levensfilosofie vaak samen onder de noemer van het "anti-intellectualisme" geplaatst. Dit komt voornamelijk door het werk van William James (1842 – 1910) en John Dewey (1859 – 1952) en is bijvoorbeeld in veel mindere mate aanwezig in het werk van C.S. Peirce (1839 – 1914).James' filosofie, dat tal van invloeden uit diverse stromingen in zich opnam, beriep zich expliciet op het werk van Bergson. De twee filosofen, Bergson en James, waren daarnaast ook goede vrienden en zijn bekend concept van het bewustzijn als stream of consciousness vertoont een sterke verwantschap met Bergsons concept van de duur (durée).
Omgekeerd geldt deze relatie ook: iemand als Georg Simmel interpreteerde waarheid in functie van nut, zij het evolutionair nut, waardoor hij dicht bij de pragmatische waarheidstheorie kwam. Pragmatisten stellen immers dat iets waar is als het nuttig is of goed werkt binnen de bepaalde context. James stelde zo een expliciet naturalisme voor dat alle verwijzingen naar transcendente principes verwerpt en enkel nog naar de praktijk en de waarneming kijkt. Verder heeft hij ook het pluralisme en activisme met de levensfilosofie gemeen: de wereld bestaat uit een dynamisch proces van verandering, een proces dat men niet kan reduceren tot één element of mechanistische theorie.
Dewey huldigde gelijkaardige pragmatische opvattingen. Net als bij James wordt waarheid hier vereenzelvigt met wat "goed" is voor de mens en staat de ervaring centraal. Hij loochende daarnaast, net als James, het klassieke onderscheid tussen subject en object, tussen waarnemer en waargenomen: de ervaring kan niet los van het menselijk lichaam gedacht worden, maar staat er altijd innig mee in verband. Geïnspireerd op Darwin en James stelde Dewey ook dat het menselijke denken altijd op de praktijk gericht is en dus voornamelijk uit problem-solving bestaat. De menselijke rede heeft slechts als functie de problemen waarmee de mens door zijn leven heen mee geconfronteerd wordt, op te lossen. Dewey verdedigde dus een vorm van instrumentalisme en zijn aandacht was dan ook altijd op het aardse leven gericht en niet op transcendente of ideële concepten.
Verder is ook nog de Britse vertegenwoordiger van het pragmatisme, F.C.S. Schiller (1864 - 1937), van belang. Hij noemde zijn vorm van pragmatisme echter liever "humanisme". Hij volgde Protagoras wanneer die stelde dat "de mens de maat is van alle dingen", maar radicaliseerde deze stelling ook: de mens is niet enkel de maat, maar ook de schepper van de werkelijkheid. Er is geen "werkelijkheid op zich"; er is enkel de door de mens geschapen werkelijkheid. De theoretische en abstracte vraag naar de aard van de werkelijkheid is dan ook een zinloze vraag, volgens Schiller. In plaats daarvan moet men zich net richten op wat wij uit deze werkelijkheid kunnen halen en wat we ermee kunnen doen.
Als brug tussen het pragmatisme en de levensfilosofie dient ook nog de zogenaamde "dialectische school" vermeld te worden. Deze school bestond uit een aantal denkers, zoals Ferdinand Gonseth (1890 - 1975) en Gaston Bachelard (1884 - 1962), gegroepeerd rond het filosofisch tijdschrift Dialectica (opgericht in 1947). Zij stelden dat waarheid altijd dialectisch was en dus een tijdelijk en veranderlijk gegeven was. Ook voor de dialectische school bestond er geen absolute waarheid los van het praktische leven zelf.

## Invloed
De levensfilosofie was heel populair in de eerste helft van de 20e eeuw, maar verloor na de Tweede Wereldoorlog snel haar aanhang. Haar oorspronkelijke populariteit kan begrepen worden aan de hand van het feit dat ze als alternatief naar voren kwam voor de toen dominante sciëntische en positivistische filosofie. Het positivisme ontkende de relevantie van een ethiek of levensbeschouwing en legde de nadruk op de kennistheorie en de wetenschap. De levensfilosofie brak met deze traditie en wilde de filosofie weer relevant maken voor het leven van de man op de straat. Toch verdween de levensfilosofie snel na de Tweede Wereldoorlog. Dit was waarschijnlijk te wijten aan de associaties die dit soort filosofie kreeg met het nazisme en fascisme dat zich ook op gelijkaardige biologische, vitalistische en irrationele elementen beriep. Andere stromingen zoals het existentialisme namen de taak van levensbeschouwing over.
Dit wil echter niet zeggen dat de ideeën van de levensfilosofie tegenwoordig volledig vergeten of verworpen zijn. Ze hebben daarentegen hun intrede gedaan in vele andere hedendaagse stromingen, die echter vaak het "irrationeel" karakter van de levensfilosofie van de hand wezen. De filosoof Otto Friedrich Bollnow (1903 – 1991) bijvoorbeeld stelt van zichzelf dat hij een volgeling is van de door Dilthey uitgewerkte levensfilosofie, maar verbindt deze stroming ook met inzichten uit het existentialisme en de fenomenologie. Ook het werk van José Ortega y Gasset (1883 – 1955), en vooral diens La rebelión de las masas (1930), bevat vele elementen vanuit de levensfilosofie en staat sterk onder invloed van het perspectivisme van Friedrich Nietzsche.
De directe invloed van levensfilosofen op de academische filosofie bleef beperkt, ondanks de grote populariteit bij de massa, voornamelijk vanwege hun vijandigheid tegenover de rede en de wetenschap. In plaats daarvan had iemand als Bergson vooral invloed op andere genres, zoals op schrijvers als Marcel Proust (1871 – 1922) en politicologen zoals Charles Péguy (1873 – 1914) en Georges Sorel (1847 – 1922). Pas na de Tweede Wereldoorlog, toen de levensfilosofie aan belang inboette, werd de invloed van Bergson ook in de academische filosofie duidelijk: latere denkers als Jean-Paul Sartre (1905 – 1980) en Maurice Merleau-Ponty (1908 – 1961) contrasteerden hun visies vaak met die van Bergson om de verschillen bloot te leggen, maar verraadden daarmee evengoed de invloed die Bergson op hun werk uitgeoefend had. Ook in het werk van Max Scheler en Martin Heidegger zijn sporen van de levensfilosofie te herkennen. Nog explicieter komt dit naar voren in het werk van de Franse poststructuralist Gilles Deleuze (1925 – 1995), die zichzelf als "vitalist" karakteriseerde. Verder heeft hij een boek geschreven, Le Bergsonisme (1966) dat voor een heropleving van de studie naar het werk van Bergson zorgde. Verder is de levensfilosofie ook terug te vinden in de vorm van concepten als biopolitiek en biomacht in het werk van Michel Foucault of Giorgio Agamben.
In 1993 heeft Ferdinand Fellman (*1939) de poging ondernomen de levensfilosofie te rehabiliteren, nadat ze volgens hem door toedoen van het ideologisch misbruik door het nationaalsocialisme slechts als "verstoring in de filosofie" werd verworpen. Volgens Fellmann is het menselijk zelfbegrip niet enkel het product van een "Cartesiaans cogito", maar moet het ook de irrationele lichamelijke en emotionele kanten van het menselijk bestaan in acht genomen worden. Verder wijst hij er ook dat ook de hedendaagse analytische filosofie en de filosofie van de geest onder invloed staan van de levensfilosofie.

## Kritiek

### Irrationalisme
Een verwijt dat vaak aan het adres van de levensfilosofie wordt gemaakt, is dat van het irrationalisme. Een gedeelte van de levensfilosofen onderschrijven het irrationalistische element in hun filosofie, maar voor critici is dit onaanvaardbaar. De rede als middel tot waarheid opgeven, houdt het opgeven van de filosofie en zelfs het denken in zijn geheel in. Zo stelt Bertrand Russell in History of western philosophy (1945) dat volgens de levensfilosofie "intellect is the misfortune of man, while instinct is seen at its best in ants, bees, and Bergson" en besluit dat voor "those to whom action, if it is to be of any value, must be inspired by some vision, by some imaginative foreshadowing of a world less painful, less unjust, less full of strife than the world of our every-day life, those, in a word, whose action is built on contemplation, will find in this philosophy nothing of what they seek, and will not regret that there is no reason to think it true." Deze kritiek vindt men ook terug bij George Santayana. Hij stelt dat de levensfilosofie een symptoom is van een spiritueel verarmde verbeelding. In de levensfilosofie "the mind has forgotten its proper function, which is to crown life by quickening it into intelligence, and thinks if it could only prove that it accelerated life, that might perhaps justify its existence."
Ook de marxistische filosoof Georg Lukács bekritiseerde de levensfilosofie fel en typeerde het als irrationalisme en vijandig tegenover de ware rede. In feite kwam het volgens hem slechts op een methode neer om de heersende ideologie van de "imperialistische bourgeoisie" te rechtvaardigen. Hij zag vooral Ludwig Klages als de wegbereider van het fascisme. Klages was het die het "het vitalisme omvormde tot een open aanval op de rede en de cultuur."

### Vitalisme
Een andere kritiek is dat het door de levensfilosofie gehuldigde principe van het vitalisme, namelijk dat er een soort van levenskracht achter het leven schuilgaat, een cirkelredenering bevat. De schrijver Molière toonde de cirkelredenering treffend aan in zijn komedie Le Malade imaginaire (1673) waarin een kwakzalver stelt dat opium de slaap opwekt door haar "slaapopwekkende kracht". Moderne critici van het vitalisme beroepen zich dan ook op gelijkaardige analogieën om de spot te drijven met het vitalisme. Thomas Huxley vergelijk het vitalisme bijvoorbeeld met de stelling dat water is zoals het is door haar "waterigheid", en Julian Huxley (de kleinzoon van Thomas) vergeleek Bergsons begrip van élan vital met het verklaren waarom een locomotief rijdt door beroep te doen op een élan locomotif.
Het vitalisme is verder ook sterk in diskrediet geraakt binnen de wetenschappelijke gemeenschap. Zo wordt de mogelijkheid van abiogenese, de stelling dat het leven is ontstaan uit dode materie, door vele wetenschappers onderschreven. De mogelijkheid hiervan is bijvoorbeeld aangetoond in het Miller-Urey-experiment. Het is niet duidelijk waarom, eens het leven kan ontstaan uit dode materie, er dan iets als een "levenskracht" of "levensdrang" nodig zou zijn om het leven te verklaren. Het mechanistisch materialisme wordt dan ook door de meeste wetenschappers vandaag de dag onderschreven (bron?).

### Relativisme
Andere filosofen verwijten de levensfilosofie dan weer te vervallen in een vorm van relativisme. Doordat zekere kennis niet meer mogelijk is, vanwege het irrationalisme van de levensfilosofie, is het onmogelijk nog enige vorm van kritiek op ideeën te leveren, omdat men dan sowieso gebruik moet maken van de rede. Het gevolg is dat alle ideeën en visies dan evenwaardig zouden zijn.
Meer concreet wordt bijvoorbeeld ook de hermeneutiek en het historisme van Wilhelm Dilthey verweten te hervallen tot een vorm van relativisme. Als ideeën of instituten moeten worden beoordeeld in de specifieke historische context waarin ze bestaan, is het altijd mogelijk om deze ideeën af te schermen van elke vorm van kritiek. Kritiek op een idee wordt dan geïnterpreteerd als het falen van het correct begrijpen van de idee in haar specifieke context. Elk idee is zo juist, zolang men het maar binnen de betreffende specifieke historische context begrepen wordt.